# Lucidatura dei mobili
La lucidatura dei manufatti in legno è un'operazione indispensabile per la conservazione degli stessi, siano mobili da esterni o interni per preservarli da agenti atmosferici (ossidazione, umidità, muffe e funghi) o da un uso domestico (fumi di cucine, camini, untume etc.), per preservarne il tono od il colore originale o quello dato mediante "mordenzatura". Utilizzando una "lucidatura trasparente" è possibile comunque che un lieve cambiamento di tono sia dato dall'esposizione al sole o, per alcune "essenze", alla stessa atmosfera. La maggior parte dei tipi di lucidatura comporta due fasi: preparazione di fondo e finitura.
Nella lucidatura di tipo industriale attualmente si usano in prevalenza vernici bicomponenti a base poliuretanica(con acceleranti o catalizzatori), volendo procedere manualmente esistono in commercio diversi prodotti che danno ottimi risultati. Per esposizioni all'esterno gli "impregnanti" sono la soluzione migliore in quanto anziché formare una pellicola protettiva esterna (o film) penetrano nelle fibre fino a quasi due mm, evitando così fastidiosi "spellicolamenti" nel tempo e grandi manovre di manutenzione per sovrapposizioni di altre mani di vernice. 
La lucidatura di mobili per interni è sconsigliata con l'uso del pennello a meno che non si sia pratici a questa arte.

## Attrezzatura
Le attrezzature minime necessarie per effettuare le lucidature dei mobili d'epoca oppure dei mobili in stile ma vecchi, sono:
- gommalacca a scaglie, di colore ambrato, più o meno chiaro e brillante;
- cera carnauba e cera d'api, miscelate in parti uguali, e sciolte in essenza di trementina;
- alcool etilico, chiamato anche etanolo, a 99 gradi. Alcuni prediligono d'estate l'alcool a 95 gradi per rallentare l'asciugatura grazie alla maggior quantità d'acqua contenuta in esso, anziché alcool a 99 gradi. Si sconsiglia vivamente l'uso di alcool metilico, altrimenti denominato metanolo perché è altamente tossico.
- olio paglierino;  ideale per la lucidatura a gommalacca perché non lascia residui opachi nella superficie;
- olio di glicerina; per la pulitura dei mobili d'epoca alcuni preferiscono l'olio di glicerina, meno indicato per la lucidatura;
- retina di acciaio molto fine o lana di acciaio 0000;
- carta abrasiva molto fine tipo di grana 400
- stoffa di lana leggera, stoffa di cotone molto morbida, strinta, a trama fitta, che non lasci pelucchi; ovatta o lana in filo;
- una pennellessa morbida e una spazzola morbida;
- stracci per asciugare;

## Tecniche
Le tecniche di lucidatura sono tantissime; accenniamo qui a tre soltanto, le quali, pur essendo relativamente semplici, usano le tradizionali cere e la gommalacca, garantiscono risultati apprezzabili sui mobili d'epoca ed in stile e sono correntemente usate: la lucidatura a cera, ma con impiego nella fase iniziale della gommalacca per preparare la superficie, o lucidatura mista; la lucidatura con sola gommalacca stesa con lo stoppaccio, detta anche lucidatura a spirito; la lucidatura a encausto. 
Omettiamo per semplicità di accennare alla lucidatura ad olio ed alla ceratura alla pomice con finitura di pregio.
- lucidatura a cera con impiego della gommalacca come turapori: più propriamente detta lucidatura mista.

Questa tecnica conferisce al mobile un bell'aspetto semilucido e satinato.
Dopo le eventuali operazioni di consolidamento della struttura del mobile, di stuccatura, di disinfestazione dai tarli e mordenzatura, si passa leggermente con uno straccio della Trementina per pulire la superficie del mobile senza asportare la patina; quindi si applica dell'olio paglierino, lasciandolo ad ingrassare il legno per almeno un giorno o anche di più se la temperatura dell'ambiente è bassa. Successivamente si asciuga con attenzione tutto l'olio e si stende rapidamente sulla superficie del mobile uno strato abbondante ed uniforme di gommalacca sciolta al 20% in alcool etilico a 99 gradi. In alternativa, se non si riesce a reperire, alcool etilico a 95°. 
Per l'applicazione, ci si può avvalere di una spugnetta o di una pennellessa morbida; in ogni caso si avrà l'accortezza d'indossare guanti di gomma, di operare in un locale ventilato e, man mano che si stende la gommalacca,  di avanzare sempre senza mai tornare indietro. Occorre anche evitare sgocciolature e colature che una volta indurite si tolgono con una certa difficoltà e lasciano il segno.
Quando il sottile strato è asciutto, quindi dopo 30 minuti o anche più a seconda della ventilazione, della temperatura e dell'umidità dell'aria,  si passa molto delicatamente sul mobile una retina d'acciaio finissima, avendo l'avvertenza di operare sempre nel senso delle venature del legno e di non premere. In tal modo la superficie diverrà opaca e liscia.
Successivamente, dopo avere spazzolato via la polvere di gommalacca secca dalla superficie, si ripete l'operazione dall'inizio: si stende un nuovo strato sottile di gommalacca, sempre diluita al 20%, la si fa asciugare, si asporta delicatamente con la retina d'acciaio e si spolvera bene.
In questa maniera avremo chiuso i pori e tamponato le piccolissime fessure e rugosità del legno, predisponendolo alla vera e propria finitura. Se necessario le due operazioni suddette possono essere reiterate fino a che la superficie da trattare non è divenuta uniforme, priva di ogni minima asperità e come satinata al tatto.
Dopo l'asciugatura, si prepara quindi un miscuglio semiliquido, di consistenza cremosa, sciogliendo in poca essenza di trementina, a bagno maria, in un locale ventilato oppure all'aperto, della cera carnauba e della cera d'api, miscelate in parti uguali. Occorre fare attenzione, perché l'essenza di trementina riscaldata s'incendia facilmente.
Si stende poi sulla superficie uno strato sottile ed uniforme di questo miscuglio; si lascia asciugare bene ed il giorno successivo si ripete di nuovo l'applicazione. Infine, si lucida a lungo tutto il mobile strofinandolo con un panno a trama fitta di lana, che non speli minimamente. Se si vuole aumentare la lucentezza, ad esempio su un mobile impiallacciato, alla fine si lucidano tutte le superfici con una calza di seta da donna.
In commercio esistono confezioni già pronte sia di gommalacca sciolta in alcool che di cere di carnauba e di api miscelate e sciolte in essenza di trementina. La cera carnauba, più chiara e robusta, conferisce alla lucidatura brillantezza, maggiore resistenza al calore, alla luce e buon profumo.
- lucidatura a gommalacca con lo stoppaccio, detta anche lucidatura a spirito.

Anche in questo caso occorre naturalmente far precedere le operazioni vere e proprie di lucidatura del mobile d'epoca o in stile, ma vecchio, da quelle di consolidamento strutturale, di stuccatura, di disinfestazione dai tarli e di macchiatura; si tratta quindi con un panno leggero il mobile con la Soluzione Triplice per pulire la superficie senza asportarne la patina; è composta come segue:  100 ml di trementina, 50 ml di alcool a 95° e 50 ml di olio paglierino. Si asciuga molto bene. Poi si stendono sequenzialmente, uno dopo l'altro, come nel caso della lucidatura a cera suddetta e con le medesime metodologie e precauzioni, i due strati abbondanti di gommalacca sciolta in alcool al 20%, passandovi delicatamente sopra, dopo l'asciugatura di entrambi, la retina d'acciaio. Quindi si preparano due o tre stoppacci, detti anche stoppini o tamponi, cioè piccoli sacchetti o cuscini di stoffa di cotone sottile, con la trama sottile, piuttosto gonfi perché riempiti all'interno di stoppa o di pezzetti di stoffa, con la parte superiore chiusa con un legaccio. Le dimensioni di ogni stoppaccio dovranno essere commisurate alle dimensioni ed alle forme più o meno ampie ed articolate del mobile da trattare; in ogni caso, generalmente lo stoppaccio deve riempire più o meno il cavo della mano.
A questo punto, preparata e filtrata della gommalacca sciolta questa volta solo al 10% in alcool etilico a 99 gradi, si bagnerà leggermente lo stoppaccio, versandovi alcune gocce sulla parte inferiore, e si comincerà a stendere uniformemente il preparato sul mobile, facendo piccoli e rapidi giri con la mano leggera, senza mai premere con forza, spostandosi con tutta la persona, lentamente, da una parte all'altra della superficie. In sostanza, lo scorrimento dello stoppaccio deve essere tale da evitare che la gommalacca divenga appiccicosa e che presenti resistenza al passaggio. Inoltre, dopo avere trattato, ad esempio, una parte verticale del mobile, subito dopo si deve cambiare lato. In tal modo ogni area trattata avrà tempo di asciugare prima che vi ripassiamo nuovamente lo stoppaccio. In caso contrario, avvertiremo una sorta di resistenza all'avanzamento e la stesura della gommalacca non risulterà più uniforme. Dopo aver trattato diverse volte tutte le superfici esterne, intervallando sempre per un tempo sufficiente le asciugature tra un passaggio e l'altro dello stoppaccio, occorre lasciare il mobile ad asciugare in ambiente arieggiato per almeno 24 ore.
Per accentuare ancora la lucidatura, passando alla cosiddetta brillantatura, utilizzeremo per le ultimissime applicazioni una soluzione di gommalacca ed alcool, diluita non più al 10 per cento, ma al 5% e via via anche un poco meno. Inoltre, useremo un nuovo stoppaccio fatto di stoffa leggera di lana a trama molto fitta riempita di ovatta, oppure di pezzetti di stoffa di lana o di lana non filata. Quindi lo bagneremo di gommalacca dall'interno, non troppo però, aggiungendo poche gocce di olio di glicerina per farlo scorrere bene; lo passeremo infine roteando delicatamente con la mano sulle superfici, salvo vicino ai margini: qui lo stoppaccio dovrà scorrere dall'interno ed uscire dal profilo del mobile verso l'esterno.
Sulla superficie così lucidata a specchio non si dovranno notare disomogeneità e tracce del passaggio dello stoppaccio.
- lucidatura con la cera o encaustico.

Una buona tecnica di finitura per mobili in massello di noce, rovere, mogano, ciliegio, palissandro ed altri legni compatti, nonché per mobili d'epoca intarsiati e lastronati, è quella a encaustico, 
Dopo le consuete operazioni di consolidamento strutturale, di stuccatura, di disinfestazione dai tarli e di macchiatura, preliminarmente può essere opportuno eliminare con un panno la vecchia cera residua, disomogenea e sporca, usando come decerante non l'alcool ma l'essenza di trementina tiepida. Poi si deve sciogliere a bagno maria un panetto di cera vergine d'api nazionale, di colore giallo arancio, in poca essenza di trementina, in modo da ottenere una crema assai densa. Alcuni aggiungono anche una piccola quantità di cera carnauba, assai resistente e profumata.
Si stende subito una prima mano leggera dell'encausto ancora tiepido e si spinge in avanti e indietro su tutte le superfici del mobile con una spazzola morbida, fino a che non risulta asciutto. Si lascia seccare molto bene per almeno 24 ore. Il giorno dopo si ripete l'operazione per aumentare l'assorbimento. Di nuovo si lascia asciugare bene e dopo altre 24 ore o più ci si passa sopra un ferro da stiro non troppo caldo, eliminando subito con uno straccio eventuali accumuli di cera. Infine si lucida a lungo la cera con un panno di lana. Per accentuare ancora di più la lucidatura, specialmente su mobili impiallacciati e lastronati, si può usare una calza da donna di seta.